# مالفينا بولو
مالفينا بولو (بالإنجليزية: Malvina Polo)‏ هي ممثلة أمريكية، ولدت في 26 يوليو 1903 في الولايات المتحدة، وتوفيت في 6 يناير 2000 في الولايات المتحدة.

## أعمال

### أفلام
- (1923) امرأة باريس

## وصلات خارجية
- مالفينا بولو على موقع IMDb (الإنجليزية)
- مالفينا بولو على موقع ألو سيني (الفرنسية)
- مالفينا بولو على موقع أول موفي (الإنجليزية)
- مالفينا بولو على موقع قاعدة بيانات الأفلام السويدية (السويدية)
- مالفينا بولو على موقع قاعدة بيانات الفيلم (الإنجليزية)
- مالفينا بولو على موقع كينوبويسك (الروسية)